# Neiafu (città)
Neiafu è una città di Tonga di 3 845 abitanti, capoluogo della divisione di Vava'u. 
La città è il principale centro dell'arcipelago, nonché il suo centro amministrativo. Nella città ci sono uffici, scuole, banche, un ufficio di polizia ed un ospedale; inoltre è anche un importante centro turistico grazie agli attracchi per gli yachts.

## Popolazione
Secondo il censimento del 2021 la popolazione di Neiafu ammontava a 3 845 abitanti.